# Stazione di Mede
La stazione di Mede è una fermata ferroviaria posta sulla linea Pavia-Alessandria. Serve il centro abitato di Mede.

## Storia
In origine aveva il rango di stazione ed era dotata di binario di incrocio e binario tronco a servizio dei due piani caricatori, soppressi entrambi nel 1992 in occasione del rinnovamento della linea, con la trasformazione in fermata, dotata del solo binario di corsa e degli arganelli per la manovra a mano dei quattro passaggi a livello di stazione, oggi automatizzati.